# Соумайя
«Соумайя» — музей искусства в Мехико, Мексика.
Основан в 1994 году, с 2011 года находится в новом шестиэтажном здании. Был построен на средства миллиардера Карлоса Слима в его родном городе Мехико для экспозиции личной коллекции произведений искусства, насчитывающей свыше 66 000 экспонатов. Стоимость экспонатов составляет около 700 миллионов долларов. Строительство музея стоило около 34 миллионов долларов. Название музея связано с именем скончавшейся в 1999 году жены Слима.
Автор проекта — молодой мексиканский архитектор Фернандо Ромеро, успевший поработать в мастерской Рема Колхаса. Вернувшись из Европы на родину, Ромеро основал в Мехико собственное бюро. Он женат на дочери Карлоса Слима и успешно сотрудничает с тестем в его масштабных девелоперских проектах.
В музее в постоянной экспозиции представлены произведения мексиканских и европейских художников. Собрание включает в себя картины французских импрессионистов Камиля Писсарро, Клода Моне, Эдгара Дега и Пьера-Огюста Ренуара. Кроме того, музей известен одной из самых обширных в мире коллекций скульптур Родена (380 экспонатов).